# Ешленд (Оклахома)
Ешленд (англ. Ashland) — місто (англ. town) в США, в окрузі Піттсбург штату Оклахома. Населення — 35 осіб (2020).

## Географія
Ешленд розташований за координатами 34°45′56″ пн. ш. 96°4′19″ зх. д. / 34.76556° пн. ш. 96.07194° зх. д. (34.765453, -96.071815).  За даними Бюро перепису населення США в 2010 році місто мало площу 0,52 км², з яких 0,51 км² — суходіл та 0,01 км² — водойми.

## Демографія
Згідно з переписом 2010 року, у місті мешкало 66 осіб у 25 домогосподарствах у складі 19 родин. Густота населення становила 127 осіб/км².  Було 34 помешкання (65/км²).
Расовий склад населення:
| - 63,6 % — білих - 34,8 % — корінних американців |

До двох чи більше рас належало 1,5 %. Частка іспаномовних становила 4,5 % від усіх жителів.
За віковим діапазоном населення розподілялося таким чином: 28,8 % — особи молодші 18 років, 59,1 % — особи у віці 18—64 років, 12,1 % — особи у віці 65 років та старші. Медіана віку мешканця становила 35,0 року. На 100 осіб жіночої статі у місті припадало 112,9 чоловіків;  на 100 жінок у віці від 18 років та старших — 113,6 чоловіків також старших 18 років.
Середній дохід на одне домашнє господарство  становив 50 472 долари США (медіана — 40 000), а середній дохід на одну сім'ю — 63 730 доларів (медіана — 58 750). Медіана доходів становила 27 500 доларів для чоловіків та 28 125 доларів для жінок. За межею бідності перебувало 5,1 % осіб, у тому числі 0,0 % дітей у віці до 18 років та 0,0 % осіб у віці 65 років та старших.
Цивільне працевлаштоване населення становило 18 осіб. Основні галузі зайнятості: публічна адміністрація — 38,9 %, мистецтво, розваги та відпочинок — 16,7 %, сільське господарство, лісництво, риболовля — 16,7 %.